# AD 세우타
AD 세우타(스페인어: Asociación Deportiva Ceuta)는 스페인 세우타를 연고로 하는 축구단이다. 1996년에 창단되었으며, 세군다 디비시온 B 2011-12 시즌을 마지막으로 해단되었다. 6,500명을 수용할 수 있는 에스타디오 알폰소 무루베에서 홈 경기를 치렀다.

## 역대 감독
| 감독                             | 임기        |
| -------------------------------- | ----------- |
| 카예타노 레                      | 1999        |
| 안도니 고이코에체아 올라스코아가 | 2010 ~ 2011 |

1. ↑  “El Ceuta quiere ampliar la capacidad del Alfonso Murube contra el Barça y tendrá VAR” [Ceuta want to increase the capacity of the Alfonso Murube against Barça and it will have VAR]. 《Mundo Deportivo》 (스페인어). 2023년 1월 9일. 2023년 6월 12일에 확인함.